# Burgsvikssandsten

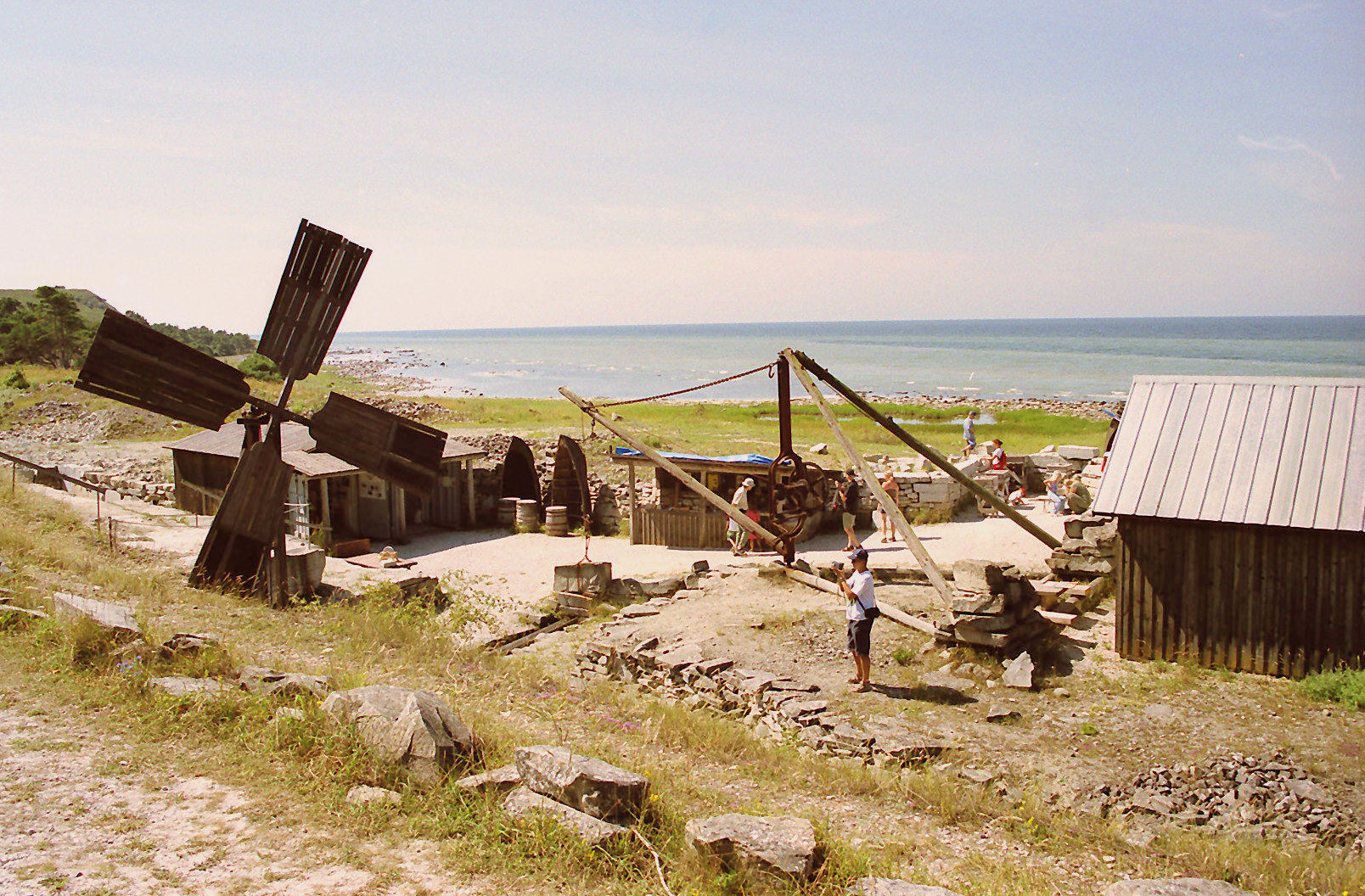
Kettelviks Stenmuseum.

Burgsvikssandsten är en sandsten som finns på södra Gotland. Den har också kallats för gotlandssandsten. 
Gotländsk sandsten går i dagen i ett smalt bälte på sydligaste Gotland. Den är bildad av fina sandkorn, som pressats samman med kalk för omkring 400 miljoner år sedan när nuvarande Gotland låg nära ekvatorn.
Burgsvikssandsten är en finkorning och gråaktig sandsten, som är porös och mjuk. Den har använts som byggnadssten, för skulpturer, spisar, altaruppsatser och takflis. Under tidig medeltid var den en vanlig råvara för dopfuntar i gotländska kyrkor och även som byggnadssten för kyrkorna. Den användes på svenska slottsbyggen under 1600-talet.